# Rhizoecus albidus
Rhizoecus albidus är en insektsart som beskrevs av Goux 1942. Rhizoecus albidus ingår i släktet Rhizoecus och familjen ullsköldlöss. Arten är reproducerande i Sverige. Inga underarter finns listade i Catalogue of Life.